# Інститут Пойнтера
Інститут вивчення медіа Пойнтера — неприбуткова школа журналістики та дослідницька організація в Санкт-Петербурзі, штат Флорида, США. Школа є власником газети Tampa Bay Times і Міжнародної мережі перевірки фактів. Інститут Пойнтера також керує неприбутковим проєктом PolitiFact.

## Історія

### Заснування
Школу було засновано 29 травня 1975 року, коли Нельсон Пойнтер, власник і голова правління газети St. Petersburg Times (нині Tampa Bay Times) і Times Publishing Company, оголосив, що планує заснувати невелику школу журналістики під назвою Modern Media Institute. (Назву школи змінили на Інститут Пойнтера майже через десять років)[джерело?].
У 1977 році Нельсон Пойнтер заповів Інституту право власності на видавництво Times Publishing Company, щоб після його смерті інститут став власником газети St. Petersburg Times. Пойнтер помер 15 червня 1978 року у віці 74 років. Йому стало погано у власному кабінеті лише через кілька годин після того, як він допоміг розпочати будівництво нового кампусу університету Південної Флориди міста Сент-Пітерсберг (Флорида)[джерело?].
Починаючи з того часу, Інститут почав переростати у більшу школу, яка існує сьогодні. Другий президент Інституту, Роберт Дж. Гейман, переніс інститут у 1985 році до його нинішньої будівлі.

### Розширення та розвиток
Крейг Ньюмарк (засновник Craigslist) є членом правління фонду Poynter Foundation і пожертвував йому 1 мільйон доларів у 2015 році. У 2015 році Інститут Пойнтера отримав 382 997 доларів США від Фонду Білла та Мелінди Гейтс, з метою вплинути на висвітлення ініціатив у галузі охорони здоров'я. У 2017 році Інститут Пойнтера отримав 1,3 мільйона доларів від Omidyar Network і фонду «Відкрите суспільство» для підтримки нових проектів у трьох основних сферах: технологія перевірки фактів, відстеження впливу та фінансові нагороди у виді грантів на інновації та пошуку фінансування для краудфандингу.
У 2018 році Інститут Пойнтера розпочав співпрацю з мережею рекомендацій контенту рекламної платформи Revcontent, щоб зупинити дезінформацію та фейкові новини в статтях, надаючи можливість платформі Revcontent перевіряти факти за допомогою міжнародної мережі перевірки фактів. 11 січня 2018 року директор зі свободи слова фонду Чарльза Коха Сара Ругер заявила в прес-релізі Американського товариства редакторів новин, що «Фонд підтримує багатьох грантоотримувачів, які віддані свободі преси, зокрема ініціативи свободи слова Інститут Пойнтера, Newseum і Techdirt». 12 лютого 2018 року Tampa Bay Times, комерційна філія некомерційного Інституту Пойнтера відокремила веб-сайт PolitiFact, лауреата Пулітцерівської премії, щоб створити незалежний підрозділ Інституту Пойнтера. У березні 2018 року Google.org призначив Інститут Пойнтера лідером своєї програми MediaWise, щоб навчати учнів середньої та старшої школи краще розрізняти онлайн-новини та інформацію. Компанія Google виділила на це грант розміром у 3 мільйони доларів.
З 2019 року The Washington Post співпрацює з Інститутом Пойнтера, щоб збільшити різноманітність у медіа, з метою розширення щорічної Академії лідерства Пойнтера з різноманітності цифрових медіа, яка навчає журналістів як стати засновниками, керівниками вищого рівня та новаторами. Іншими спонсорами є CNN, фонди Скріппса Говарда, філантропії Крейга Ньюмарка, фонд етики та досконалості в журналістиці та фонд TEGNA.
У 2019 році Інститут Пойнтера опублікував список із понад 515 новинних сайтів, які він назвав «ненадійними». Автори матеріалу використовували різні бази даних фейкових новин (включно з базами даних Annenberg Public Policy Center, Merrimack College, PolitiFact і Snopes) для того щоб скласти цей список, і закликали рекламодавців додати включені сайти до чорного списку. До списку увійшли консервативні новинні веб-сайти, такі як Washington Examiner, The Washington Free Beacon і The Daily Signal, а також конспірологічні організації, зокрема InfoWars. Після негативної реакції з боку як читачів, так і учасників деяких із включених публікацій, Інститут Пойнтера відкликав список, посилаючись на «слабкі місця в методології». Інститут Пойнтера опублікував наступну заяву: «[ми] шкодуємо, що ми не змогли переконатися, що дані були точними перед публікацією, і приносимо вибачення за плутанину та незручності, викликані їх публікацією». Reason зазначив, що автор був фрілансером, найнятим Інститут Пойнтера, який зазвичай працює в Southern Poverty Law Center (SPLC). Reason провів паралелі між точністю списку та власною роботою SPLC щодо груп ненависті.

### Чесність виборів і COVID-19
У січні 2020 року, отримавши фінансування від Facebook, Інститут Пойнтера зміг розширити програму MediaWise національною програмою медіаграмотності під назвою MediaWise Voter project (#MVP), щоб охопити 2 мільйони американських студентів коледжу, які вперше беруть участь у виборах, допомагаючи їм бути краще підготовлені та поінформовані до виборів в США 2020 року.
Інститут Пойнтера отримав 737 400 доларів федеральних позик від програми захисту заробітної плати під час пандемії COVID-19. Президент Ніл Браун зазначив, що це не перший випадок, коли інститут отримує державне фінансування, зазначивши попередні контракти на навчання з «Голосом Америки».

## Організація

### Фінансування
Як некомерційна організація 501(c)(3), Poynter отримує фінансування від корпорацій, філантропічних організацій та державних установ. Основні донори з 2015 року:
- AARP[en]
- Фонд Білла і Мелінди Гейтс
- Blue Cross Blue Shield Association[en]
- Інститут Чарльза Коша[en]
- Благодійний фонд Крейга Ньюмарка
- Democracy Fund[en]
- Foundation for Advancing Alcohol Responsibility[en]
- Gannett Foundation[en]
- Gill Foundation[en]
- Google News Lab[en]
- Institute for War and Peace Reporting[en]
- Knight Foundation[en]
- Lumina Foundation[en]
- MacArthur Foundation[en]
- McClatchy Foundation[en]
- McCormick Foundation[en]
- Meta Platforms
- Microsoft
- National Endowment for Democracy
- Newton & Rochelle Becker Charitable Trust
- Omidyar Network
- Фонди «Відкрите суспільство»
- Rays Baseball Foundation
- Tegna Foundation[en]
- TikTok
- Washington Post
- WhatsApp

Пойнтер проводить тренінги для медіа та комунікаційних організацій. До переліку клієнтів входять Американське товариство редакторів ділових видань, Холдинги громадських газет, Корпорація суспільного мовлення, Датська школа медіа та журналістики, Google, Медіа24, National Public Radio, NBC News, Newsweek, Penske Media Corporation, Шкільний округ Пінеллас, Raliance, Tegna, Агентство глобальних медіа США, Університет Південної Флориди Санкт-Петербург, USA Today і Washington Post.

### Діяльність
Університет новин (NewsU) — це проект Інституту Пойнтера, який пропонує навчання журналістиці за допомогою електронних курсів, вебінарів та навчальних ігор. NewsU фінансується фондом Джона С. і Джеймса Л. Найтів.

#### Міжнародна мережа перевірки фактів

Логотип Міжнародної мережі перевірки фактів

У 2015 році інститут запустив Міжнародну мережу перевірки фактів (англ. IFCN), яка встановлює кодекс етики для організацій,  що перевіряють факти. IFCN перевіряє організації, що перевіряють факти, на відповідність її кодексу та видає сертифікат видавцям, які пройшли перевірку. Сертифікація триває один рік, і спеціалісти з перевірки фактів повинні щорічно проходити повторну перевірку, щоб зберегти свої сертифікати. Google, Facebook та інші технологічні компанії використовують сертифікацію IFCN для перевірки видавців на предмет перевірки фактів.
IFCN та Американський інститут преси спільно публікують Factually, інформаційний бюлетень про перевірку фактів і журналістську етику. IFCN також організовує «Global Fact», щорічну конференцію з перевірки фактів.

#### Медаль Пойнтера
З 2015 року Інститут Пойнтера вручає медаль Пойнтера за життєві досягнення в журналістиці. Серед переможців:
- 2015: Боб Шиффер[en], колишній ведучий CBS News і ведучий Face the Nation
- 2016: Том Броко, колишній ведучий NBC Nightly News
- 2017: Джуді Вудруф[en], ведуча та редакторка-керівник PBS NewsHour[en]
- 2018: Лестер Холт[en], ведучий NBC Nightly News і Dateline NBC[en]
- 2019: Кеті Курік[en], тележурналістка, авторка і медіа-підприємець
- 2020: Кріс Воллес[en], ведучий Fox News Sunday[en]
- 2021: Леслі Шталь, кореспондентка телешоу 60 хвилин на каналі CBS News